# Панамериканский Кубок по волейболу среди женщин 2003
2-й розыгрыш Панамериканского Кубка по волейболу среди женщин прошёл с 30 июня по 5 июля 2003 года в городе Сальтильо (штат Коауила, Мексика) с участием 8 национальных сборных команд стран-членов NORCECA и CSV. Победителем стала сборная США.

## Команды-участницы
- NORCECA: Доминиканская Республика, Канада, Куба, Мексика, Пуэрто-Рико, США.
- CSV: Венесуэла, Бразилия.

## Система проведения турнира
8 команд-участниц на предварительном этапе разбиты на две группы. Победители групп напрямую выходят в полуфинал плей-офф. Команды, занявшие в группах 2-е и 3-и места, выходят в четвертьфинал и определяют ещё двух участников полуфинала. Полуфиналисты по системе с выбыванием определяют призёров первенства. Итоговые 5—6-е места разыгрывают команды, проигравшие в 1/4-финала. Итоговые 7—8-е места разыгрывают команды, ставшие последними в группах предварительного этапа.

## Предварительный этап

### Группа А
| М | Команда     | 1   | 2   | 3   | 4   | И | В | П | С/П | О |
| - | ----------- | --- | --- | --- | --- | - | - | - | --- | - |
| 1 | США         |     | 3:0 | 3:0 | 3:0 | 3 | 3 | 0 | 9:0 | 6 |
| 2 | Бразилия    | 0:3 |     | 3:0 | 3:0 | 3 | 2 | 1 | 6:3 | 5 |
| 3 | Канада      | 0:3 | 0:3 |     | 3:1 | 3 | 1 | 2 | 3:7 | 4 |
| 4 | Пуэрто-Рико | 0:3 | 0:3 | 1:3 |     | 3 | 0 | 3 | 1:9 | 3 |

30 июня: Канада — Пуэрто-Рико 3:1 (22:25, 25:22, 25:18, 25:23); США — Бразилия 3:0 (25:22, 25:20, 25:14).
1 июля: Бразилия — Канада 3:0 (25:18, 25:21, 25:19); США — Пуэрто-Рико 3:0 (25:15, 25:20, 25:21).
2 июля: США — Канада 3:0 (25:10, 25:19, 25:21); Бразилия — Пуэрто-Рико 3:0 (25:19, 25:20, 25:23).

### Группа В
| М | Команда                  | 1   | 2   | 3   | 4   | И | В | П | С/П | О |
| - | ------------------------ | --- | --- | --- | --- | - | - | - | --- | - |
| 1 | Куба                     |     | 3:0 | 3:0 | 3:0 | 3 | 3 | 0 | 9:0 | 6 |
| 2 | Доминиканская Республика | 0:3 |     | 3:0 | 3:0 | 3 | 2 | 1 | 6:3 | 5 |
| 3 | Венесуэла                | 0:3 | 0:3 |     | 3:1 | 3 | 1 | 2 | 3:7 | 4 |
| 4 | Мексика                  | 0:3 | 0:3 | 1:3 |     | 3 | 0 | 3 | 1:9 | 3 |

30 июня: Куба — Венесуэла 3:0 (25:18, 25:16, 25:23); Доминиканская Республика — Мексика 3:0 (25:21, 25:19, 25:16).
1 июля: Доминиканская Республика — Венесуэла 3:0 (27:25, 25:15, 25:11); Куба — Мексика 3:0 (25:19, 27:25, 25:23).
2 июля: Куба — Доминиканская Республика 3:0 (25:14, 25:15, 25:21); Венесуэла — Мексика 3:1 (25:21, 20:25, 25:15, 25:21).

## Матч за 7-е место
3 июля
Пуэрто-Рико — Мексика 3:1 (25:17, 13:25, 25:23, 25:20)

## Плей-офф

### Четвертьфинал
3 июля
Бразилия — Венесуэла 3:0 (25:23, 25:19, 25:18)
Доминиканская Республика — Канада 3:0 (25:21, 25:23, 25:22)

### Матч за 5-е место
4 июля
Венесуэла — Канада 3:1 (17:25, 25:20, 25:16, 26:24)

### Полуфинал
4 июля
США — Бразилия 3:1 (25:20, 22:25, 25:20, 25:16)
Доминиканская Республика — Куба 3:2 (24:26, 23:25, 25:21, 25:16, 17:15)

### Матч за 3-е место
5 июля
Куба — Бразилия 3:0 (25:16, 25:19, 32:30)

### Финал
5 июля
США — Доминиканская Республика 3:0 (25:20, 25:18, 25:19)

## Итоги

### Положение команд
| США                      |
| Доминиканская Республика |
| Куба                     |
| 4. Бразилия              |
| 5. Венесуэла             |
| 6. Канада                |
| 7. Пуэрто-Рико           |
| 8. Мексика               |

По итогам розыгрыша путёвки на Гран-при-2004 получили США, Доминиканская Республика, Куба (три лучшие команды от NORCECA) и Бразилия (лучшая команда от CSV).

### Призёры
США: Элизабет Бэчмэн,  Линдси Берг, Терезе Кроуфорд, Тара Кросс-Бэттл, Лиззи Фицджеральд, Нэнси Метколф, Сара Норьега, Дэниэль Скотт, Стэси Сикора, Элайша Томас, Логан Том, Эрин Олдрич. Главный тренер — Тосиаки Ёсида.
  Доминиканская Республика.
  Куба: Юмилка Руис Луасес, Янелис Сантос Альегне, Нэнси Каррильо де ла Пас, Катя Гевара, Яйма Ортис Чарро, Индира Местре Баро, Лиана Меса Луасес, Росир Кальдерон Диас, Анниара Муньос Коррасана, Дульсе Тельес Паласио, Марта Санчес Сальфран, Сойла Баррос Фернандес. Главный тренер — Луис Фелипе Кальдерон Блет.

### Индивидуальные призы
MVP:  Милагрос Кабраль
Лучшая нападающая:  Милагрос Кабраль
Лучшая блокирующая:  Элизабет Бэчмэн
Лучшая на подаче:  Сойла Баррос
Лучшая на приёме:  Логан Том
Лучшая в защите:  Алешандра Спреб
Лучшая связующая:  Линдси Берг
Лучшая либеро:  Эвелин Карреро